# Púa (cómic)
Púa (Max Jordan) es un personaje ficticio, un mutante que aparece en los cómics publicados por Marvel Comics. Uno de los estudiantes del Instituto Xavier, que apareció por primera vez en New X-Men: Academia X # 1 y fue creado por Nunzio DeFilippis y Christina Weir. Cuando los estudiantes fueron asignados por escuadrones, él fue asignado al escuadrón de entrenamiento de Los Corsarios de Cíclope, un grupo que se llama como el padre de Cíclope, Corsario. Fue votado como el más payaso de clase por los estudiantes del Instituto.
No destacaba precisamente en sus estudios, ya que en las clases actuaba como el típico gracioso, así que trató de robar las respuestas de los exámenes, pero fue descubierto por Kitty Pryde. Ésta decidió poner a Púa y a sus cómplices, George y Winston, bajo la tutoría de Gámbito, el cual, en lugar de hacerles ver lo equivocado de su forma de actuar, les enseñó mejores formas de robar. Maxwell decidió entonces convertirse en un ladrón profesional.
Fue uno de los pocos estudiantes que retuvieron sus poderes después del Día M, por lo que continuó residiendo y aprendiendo en el Instituto. Sin embargo, poco después los Purificadores dirigidos por el Reverendo William Stryker en persona asaltaron la Mansión-X. Durante el ataque, Púa recibió varios disparos que terminaron con su vida. Su cuerpo fue usado en una imagen telepática de Emma Frost que utiliza para atormentar a Carol Danvers sobre su persistencia con la Ley de Registro de Superhéroes.

## Poderes y habilidades
El cuerpo de Max está cubierto de púas de puercoespín que puede disparar a gran velocidad.

## Otras versiones
- En la historia "Dinastía de M", Max aparece como parte del escuadrón de estudiantes Los Infernales de S.H.I.E.L.D.[5]

## Otros medios

### Películas
- Un personaje inspirado en Púa y erróneamente acreditado como "Kid Omega" aparece en X-Men: The Last Stand (2006), interpretado por Ken Leung. El comentario del escritor/director en el lanzamiento doméstico aclaró que los créditos estaban equivocados y que el personaje está destinado a ser "Púa".[6]Esta versión es un miembro de los Los Omegas que más tarde se une a la Hermandad de Mutantes de Magneto con Calisto, Arco Voltáico y Psylocke. Él mata a la Dra. Kavita Rao y casi mata a Dr. Worthington siendo salvado por su hijo Warren. Él es asesinado por los poderes de la Fuerza Fénix de Jean Grey junto a sus compañeros.
- La voz de Púa aparece en un mensaje de correo de voz para la Escuela Xavier para Jóvenes Talentosos, que se incluye como contenido adicional en el lanzamiento doméstico de X-Men: Apocalipsis (2016).[7]
- Una variante femenina de Púa aparece en Deadpool & Wolverine (2024), interpretada por una Nilly Cetin no acreditada. Esta versión es una seguidora de Cassandra Nova, hasta ser asesinada en la batalla final por Elektra.